# Boda secreta
Boda secreta és una pel·lícula de 1989 coproduïda entre l'Argentina, Canadà i els Països Baixos i dirigida per Alejandro Agresti segons el seu propi guió. Va ser estrenada al Canadà el 18 d'agost de 1989 però mai va ser estrenada comercialment a l'Argentina, finalment fou exhibida per la Televisión Pública Argentina el 2004. Va tenir com a protagonistes a Floria Bloise, Mirta Busnelli, Tito Haas i Elio Marchi. Va ser guardonada amb la Vedella d'Or a la millor pel·lícula al Nederlands Film Festival de 1990.

## Sinopsi[calcitació]
La policia deté a un home que apareix nu, caminant perdut a la sortida de la terminal de busos a Buenos Aires. En portar-ho a l'estació de policia s'esbrina que no hi ha dades d'ell en els últims 12 anys. Ell només recorda la núvia que llavors va deixar al seu poble.
Ho alliberen i decideix viatjar al seu poble.

Aquí troba increïblement a la seva núvia Tota (Mirta Busnelli) que no ho reconeix, i que en perdre les notícies del seu nuvi va començar a tenir problemes emocionals severs. Com a estratègia per a estar prop d'ella Fermín (Tito Haas) decideix quedar-se prop d'ella com a amic, i mentre reconstrueix la seva pròpia història perduda comença a reviure la situació opressiva del poble i. especialment, pels manejos polítics del capellà del lloc (Nathan Pinzón).

Fermín comença. sense advertir-ho, a repetir la mateixa lluita contra els mateixos poders que en els anys 70 l'havia fet desaparèixer.

Una excel·lent obra d'Alejandro Agresti que en clau de comèdia introdueix un tremend drama. Fins al 2004 aquesta pel·lícula només es podia veure en algun cineclub de Buenos Aires, en les retrospectives del director.

Al juny de 2004 el Canal 7 va transmetre per primera vegada Boda secreta per a tot el país.

En molts dels seus treballs Agresti va inserir la problemàtica de la dictadura argentina ocorreguda entre març de 1976 i desembre del 1983 i les devastadores conseqüències socials, polítiques i culturals que va deixar a la població argentina. Els desapareguts que podien aparèixer en una trucada telefònica de llarga distància a Todos quieren ayudar a Ernesto (1991), un poble molt particular podia comunicar-se de manera entretallada perquè li havien arribat les pel·lícules tallades per la censura, en El viento se llevó lo que (1998), o els antics torturadors podien passar desapercebuts com a personal de seguretat en shoppings a Buenos Aires viceversa (1994); només per a esmentar alguns casos.

## Repartiment
- Floria Bloise	...	Doña Patricia
- Mirta Busnelli	...	Tota
- Tito Haas	...	Fermín
- Elio Marchi...	Leandro
- Enrique Morales
- Nathán Pinzón...	Pastor
- Sergio Poves Campos	...	Pipi
- Carlos Roffé	...	Merello
- Ernesto Ciliberti
- Susana Cortínez
- Raul Santangelo
- Alfredo Noberasco
- Ernesto Arias
- Enrique Mazza …Policía 2
- Hugo Padula
- Ariel Chichizola
- Carlos Larrache

## Comentaris[calcitació]
El Amante del Cine va dir el 1993:
| « | ”Boda secreta té trets d'obra mestra. Hi ha una proximitat amb els personatges, una tendresa i un lirisme sorprenents. Es parla d'una cadència musical extremadament cuidada.” | » |